# Liste der denkmalgeschützten Objekte in Stronsdorf
Die Liste der denkmalgeschützten Objekte in Stronsdorf enthält die 26 denkmalgeschützten, unbeweglichen Objekte der niederösterreichischen Marktgemeinde Stronsdorf im Bezirk Mistelbach.

## Denkmäler
| Foto |                 | Denkmal                                                                         | Standort                                             | Beschreibung | Metadaten |
| ---- | --------------- | ------------------------------------------------------------------------------- | ---------------------------------------------------- | --- | --- |
| ja   | Datei hochladen | Bildstock HERIS-ID: 26977 Objekt-ID: 23484                                      | vor Oberschoderlee 51 Standort KG: Oberschoderlee    | Der Bildstock vor Haus Nummer 51 – ein spätgotischer Pfeiler auf Sockel, mit Ecksäulchen an den abgefasten Kanten – wurde in der ersten Hälfte des 16. Jahrhunderts errichtet und laut Inschrift 1924 renoviert. Auf seinem Kreuzdach trägt er einen barocken Putto mit Wappen. | BDA-Hist.: Q37906409 Status: § 2a Stand der BDA-Liste: 2025-06-30 Name: Bildstock GstNr.: 2018/7 Bildstock Oberschoderlee, Gemeinde Stronsdorf              |
| ja   | Datei hochladen | Kath. Filialkirche hl. Antonius der Einsiedler HERIS-ID: 26974 Objekt-ID: 23481 | Oberschoderlee 200 Standort KG: Oberschoderlee       | Die Filialkirche hl. Antonius der Einsiedler, ein schlichter rechteckiger Saalbau mit Ostturm, wurde im 17. Jahrhundert errichtet und später verändert. Der wuchtige Turm hat Eckpilaster, rundbogige Schallfenster und einen Zwiebelhelm. Das vierjochige Langhaus und der quadratische Chor im Erdgeschoß des Turms verfügen über Kreuzgewölbe mit an den Graten aufgelegten Putzbändern. Die Westempore ruht auf einer Stichkappentonne. An der Emporenbrüstung ist ein im 19./20. Jahrhundert geschaffenes Relief der hl. Maria zwischen den hll. Katharina und Barbara zu sehen. Der neobarocke Altar hat ein mit „E. Dworsky“ bezeichnetes Altarblatt aus der Mitte des 20. Jahrhunderts, auf dem der hl. Antonius abgebildet ist.                                                                                | BDA-Hist.: Q37906389 Status: § 2a Stand der BDA-Liste: 2025-06-30 Name: Kath. Pfarrkirche hl. Antonius der Einsiedler GstNr.: 1                             |
| ja   | Datei hochladen | Kapelle hl. Maria HERIS-ID: 26978 Objekt-ID: 23485                              | bei Patzenthal 87 Standort KG: Patzenthal            | Die Ortskapelle hl. Maria am südlichen Ortsrand von Patzenthal ist ein schlichter platzlgewölbter Bau mit eingezogener Halbkreisapsis, errichtet in der Mitte des 18. Jahrhunderts. Ihr vorgestellter, ursprünglich wohl zweigeschoßiger Westturm wurde laut Bezeichnung im Jahre 1905 um ein Glockengeschoß mit Zeltdach erhöht. Er verfügt über ein spitzbogiges Portal und Spitzbogenfenster. Die Ausstattung stammt aus dem frühen 20. Jahrhundert. Die Glocke wurde 1778 von Franz Josef Scheichel gegossen. Die Kapelle ist von drei Bäumen unter Naturschutz umgeben. | BDA-Hist.: Q37906427 Status: § 2a Stand der BDA-Liste: 2025-06-30 Name: Kapelle hl. Maria GstNr.: 1603/2 Kapelle hl. Maria, Patzenthal                      |
| ja   | Datei hochladen | Pfarrhof HERIS-ID: 26981 Objekt-ID: 23488                                       | Patzmannsdorf 1 Standort KG: Patzmannsdorf           | Der Pfarrhof liegt außerhalb der Wehrmauer der Kirche und war früher nur über einen Steg, der über den Wassergraben führte, erreichbar. 1760 wurde der Graben zugeschüttet, der Pfarrhof neu errichtet und später mit einem Obergeschoß versehen. | BDA-Hist.: Q37906478 Status: § 2a Stand der BDA-Liste: 2025-06-30 Name: Pfarrhof GstNr.: 196                                                                |
| ja   | Datei hochladen | Ehem. Friedhofskapelle HERIS-ID: 26980 Objekt-ID: 23487                         | gegenüber Patzmannsdorf 1 Standort KG: Patzmannsdorf | Die ehemalige Friedhofskapelle wurde im ersten Viertel des 21. Jahrhunderts renoviert und am 30. September 2012 durch Weihbischof Stephan Turnovszky gesegnet. | BDA-Hist.: Q37906462 Status: § 2a Stand der BDA-Liste: 2025-06-30 Name: Ehem. Friedhofskapelle GstNr.: 200                                                  |
| ja   | Datei hochladen | Gnadenstuhl HERIS-ID: 26988 Objekt-ID: 23495                                    | bei Patzmannsdorf 2 Standort KG: Patzmannsdorf       | Der Rokoko-Bildstock vom Typ „Gnadenstuhl vom Sonntagsberg“ wurde von Simon Peter Kellermann gestiftet, der in den Jahren 1720 bis 1753 Pfarrer in Patzmannsdorf war. Der Bildstock wurde 2023 restauriert. | BDA-Hist.: Q37906543 Status: § 2a Stand der BDA-Liste: 2025-06-30 Name: Gnadenstuhl GstNr.: 466/1 Gnadenstuhl Patzmannsdorf, Gemeinde Stronsdorf            |
| ja   | Datei hochladen | Kath. Pfarrkirche hl. Martin HERIS-ID: 26979 Objekt-ID: 23486                   | neben Patzmannsdorf 2 Standort KG: Patzmannsdorf     | Die Kirche war einst eine Wehrkirche. Die noch heute größtenteils erhaltene Wehrmauer, war früher höher und mit Schießscharten versehen. Rund um die Kirche befand sich bis ins 19. Jahrhundert ein Wassergraben, der sogenannte „Burggraben“. | BDA-Hist.: Q37906444 Status: § 2a Stand der BDA-Liste: 2025-06-30 Name: Kath. Pfarrkirche hl. Martin GstNr.: 200 Pfarrkirche Patzmannsdorf                  |
| ja   | Datei hochladen | Pest-/Dreifaltigkeitssäule HERIS-ID: 26987 Objekt-ID: 23494                     | vor Patzmannsdorf 18 Standort KG: Patzmannsdorf      | Die Dreifaltigkeitssäule wurde von Johann Georg Zobel 1818 errichtet. | BDA-Hist.: Q37906526 Status: § 2a Stand der BDA-Liste: 2025-06-30 Name: Pest-/Dreifaltigkeitssäule GstNr.: 466/9 Dreifaltigkeitssäule (Patzmannsdorf)       |
| ja   | Datei hochladen | Mariensäule HERIS-ID: 26985 Objekt-ID: 23492                                    | vor Patzmannsdorf 42 Standort KG: Patzmannsdorf      | Die 1866 errichtete Mariensäule wurde von Barbara Gehring, A. M. Böck und Elisabeth Engelhardt gestiftet. | BDA-Hist.: Q37906495 Status: § 2a Stand der BDA-Liste: 2025-06-30 Name: Mariensäule GstNr.: 466/1 Mariensäule (Patzmannsdorf)                               |
| ja   | Datei hochladen | Kreuzigungsgruppe HERIS-ID: 26986 Objekt-ID: 23493                              | bei Patzmannsdorf 75 Standort KG: Patzmannsdorf      | Laut der Inschrift am Sockel wurde dieses Denkmal durch den Pfarrer Josef Promper errichtet und 1895 renoviert. Daher auch der Name „Promper-Kreuz“. | BDA-Hist.: Q37906512 Status: § 2a Stand der BDA-Liste: 2025-06-30 Name: Kreuzigungsgruppe GstNr.: 466/7 Kreuzigungsgruppe (Patzmannsdorf)                   |
| ja   | Datei hochladen | Figurenbildstock hl. Johannes Nepomuk HERIS-ID: 26989 Objekt-ID: 23496          | bei Patzmannsdorf 2 Standort KG: Patzmannsdorf       | Die Statue des hl. Johannes Nepomuk wurde vom Pfarrer Simon Peter Kellermann (1720–1753) gestiftet. Der Bildstock wurde 2023 restauriert. | BDA-Hist.: Q37906559 Status: § 2a Stand der BDA-Liste: 2025-06-30 Name: Figurenbildstock hl. Johannes Nepomuk GstNr.: 466/1 Nepomukstatue (Patzmannsdorf)   |
| ja   | Datei hochladen | Bildstock HERIS-ID: 26991 Objekt-ID: 23498 marterl.at: 4466                     | Standort KG: Patzmannsdorf                           | Das sogenannte Gmooskreuz hat einen spätgotischen Schaft aus der Zeit um 1500 und einen erneuerten Tabernakelaufsatz von 1984. Das früher als „Kindlerkreuz“ bezeichnete Denkmal wurde bei Straßenbauarbeiten um 1970 beschädigt und im Auftrag des damaligen Vizebürgermeisters Leopold Forstner wieder errichtet. | BDA-Hist.: Q37906575 Status: § 2a Stand der BDA-Liste: 2025-06-30 Name: Bildstock GstNr.: 2254                                                              |
| ja   | Datei hochladen | Hausberg Stronegg HERIS-ID: 44188 Objekt-ID: 44892                              | Hausberg Standort KG: Stronegg                       | Am Südwestende von Stronegg befindet sich eine mittelalterliche Hausberganlage, bestehend aus zwei Hauptwerken und einem Vorwerk. Sie gilt als eine der bedeutendsten Hausberganlagen des Mittelalters. | BDA-Hist.: Q38007404 Status: Bescheid Stand der BDA-Liste: 2025-06-30 Name: Hausberg Stronegg GstNr.: 311/10 Hausberg Stronegg                              |
| ja   | Datei hochladen | Anlage Schloss Stronsdorf HERIS-ID: 27002 Objekt-ID: 23511seit 2021             | Stronsdorf 1 Standort KG: Stronsdorf                 | Es handelt sich um eine einfache Anlage aus dem 17. Jahrhundert, die im 18. Jahrhundert aufgestockt wurde. | BDA-Hist.: Q105664942 Status: Bescheid Stand der BDA-Liste: 2025-06-30 Name: Anlage Schloss Stronsdorf GstNr.: 495, 497, 498                                |
| ja   | Datei hochladen | Pfarrhof HERIS-ID: 50680 Objekt-ID: 55906                                       | Stronsdorf 2 Standort KG: Stronsdorf                 | | BDA-Hist.: Q38041579 Status: § 2a Stand der BDA-Liste: 2025-06-30 Name: Pfarrhof GstNr.: 2                                                                  |
| ja   | Datei hochladen | Kath. Pfarrkirche Mariae Himmelfahrt HERIS-ID: 26994 Objekt-ID: 23502           | Stronsdorf 2a Standort KG: Stronsdorf                | Die Pfarrkirche Maria Himmelfahrt in Stronsdorf, leicht erhöht am Südrand des Ortes gelegen, ist eine gotische, im Kern romanische (?), barock veränderte Saalkirche mit gotischem Chor, Anbauten und massivem Westturm. Die Kirche wurde vor 1160 zur Pfarrkirche erhoben und war von 1351 bis 1785 dem Kloster Säusenstein inkorporiert. Nach einem Brand im Jahre 1721 wurde sie teilweise erneuert. | BDA-Hist.: Q37906598 Status: § 2a Stand der BDA-Liste: 2025-06-30 Name: Kath. Pfarrkirche Mariae Himmelfahrt GstNr.: 1 Pfarrkirche Stronsdorf               |
| ja   | Datei hochladen | Wehrkirchenanlage Stronsdorf mit Grabsteinen HERIS-ID: 26998 Objekt-ID: 23507   | Stronsdorf 2a Standort KG: Stronsdorf                | Die Pfarrkirche ist noch an drei Seiten mit der mittelalterlichen Wehrmauer umgeben. Im Südwesten sind die Reste eines halbrunden Basisturms zu sehen. In einer Ecke stehen sechs Grabsteine. | BDA-Hist.: Q37906626 Status: § 2a Stand der BDA-Liste: 2025-06-30 Name: Wehrkirchenanlage Stronsdorf mit Grabsteinen GstNr.: 1 Wehrkirchenanlage Stronsdorf |
| ja   | Datei hochladen | Bildstock, Hirschkreuz HERIS-ID: 27022 Objekt-ID: 23534                         | Standort KG: Stronsdorf                              | An der Straße nach Patzmannsdorf steht ein abgefaster Pfeiler mit offenem Tabernakelaufsatz, bez. 1491 oder 1495 (letzte Stelle schwierig zu lesen). | BDA-Hist.: Q37906903 Status: § 2a Stand der BDA-Liste: 2025-06-30 Name: Bildstock GstNr.: 1811 Hirschkreuz (Stronsdorf)                                     |
| ja   | Datei hochladen | Figurenbildstock hl. Florian HERIS-ID: 27014 Objekt-ID: 23525                   | Standort KG: Stronsdorf                              | Die Figur des hl. Florian ist mit 1740 bezeichnet. | BDA-Hist.: Q37906810 Status: § 2a Stand der BDA-Liste: 2025-06-30 Name: Figurenbildstock hl. Florian GstNr.: 125/2                                          |
| ja   | Datei hochladen | Figurenbildstock hl. Johannes Nepomuk HERIS-ID: 27015 Objekt-ID: 23526          | gegenüber Stronsdorf 116 Standort KG: Stronsdorf     | Die Figur des hl. Johannes Nepomuk vor Haus Nr. 121 stammt aus der Mitte des 18. Jahrhunderts. | BDA-Hist.: Q37906824 Status: § 2a Stand der BDA-Liste: 2025-06-30 Name: Figurenbildstock hl. Johannes Nepomuk GstNr.: 125/3                                 |
| ja   | Datei hochladen | Mariensäule, Maria Immaculata HERIS-ID: 27018 Objekt-ID: 23530                  | gegenüber Stronsdorf 111 Standort KG: Stronsdorf     | Die Mariensäule am Hauptplatz von Stronsdorf ist mit „1702“ und „177.“ bezeichnet. Eine Maria-Immaculata-Statue ruht auf einer wolkenumrankten Säule, die sich auf einem dreiteiligen Volutenpostament mit Figurengruppe erhebt. Die umfriedende Steinbalustrade ist mit teilweise stark erneuerten Statuen von Sebastian, Petrus, Paulus, Rochus, Florian und einer weiblichen Heiligen ausgestattet. | BDA-Hist.: Q37906840 Status: § 2a Stand der BDA-Liste: 2025-06-30 Name: Mariensäule, Maria Immaculata GstNr.: 125/2 Mariensäule Stronsdorf                  |
| ja   | Datei hochladen | Pest-/Dreifaltigkeitssäule HERIS-ID: 27019 Objekt-ID: 23531                     | vor Stronsdorf 3 Standort KG: Stronsdorf             | Die Dreifaltigkeitssäule auf dem Kirchplatz von Stronsdorf ist mit „1826“ bezeichnet. Auf dem Postament erhebt sich zwischen Figuren kniender Engel eine Säule mit bekrönender Dreifaltigkeitsgruppe. | BDA-Hist.: Q37906855 Status: § 2a Stand der BDA-Liste: 2025-06-30 Name: Pest-/Dreifaltigkeitssäule GstNr.: 125/2 Dreifaltigkeitssäule Stronsdorf            |
| ja   | Datei hochladen | Bildstock HERIS-ID: 85327 Objekt-ID: 99523 marterl.at: 5676                     | Standort KG: Stronsdorf                              | Das in der ersten Hälfte des 19. Jahrhunderts errichtete Rybakkreuz ist ein gedrungener Pfeiler mit leicht erweitertem Sockel. Sein Mittelteil ist durch eine kleine, südlich ausgerichtete Nische geöffnet. Der Dachbereich zeichnet sich durch eine verkehrt angebrachte Kragenplatte aus und wird von einer Pyramide mit doppelbalkigem Eisenkreuz bekrönt. Die Gestaltung der Plattenprofile weist auf ein Vorgängerdenkmal aus der Eggenburger Werkstatt des 17. Jahrhunderts hin. | BDA-Hist.: Q38185004 Status: § 2a Stand der BDA-Liste: 2025-06-30 Name: Bildstock GstNr.: 926 Rybakkreuz                                                    |
| ja   | Datei hochladen | Bildstock HERIS-ID: 27028 Objekt-ID: 23540 marterl.at: 5039                     | bei Unterschoderlee 45 Standort KG: Unterschoderlee  | Der aus der zweiten Hälfte des 15. Jahrhunderts stammende gotische Pfeiler bei Unterschoderlee 45 war bereits tief im Boden versunken, als er 1990 gehoben und auf einem Mühlstein neu errichtet wurde. Er hat einen quadratischen Querschnitt mit leicht ausgedünntem Mittelteil. Die Kanten verfügen über Eckstäbe mit gedrehten Basen. Auf dem Pfeiler ist eine Wappenkartusche mit Pflugschar und Sechmesser zu sehen. Der Aufsatz erhielt im 18. oder 19. Jahrhundert eine steinerne Kragenplatte und einen Ziegelaufbau mit profiliertem Dach. | BDA-Hist.: Q37906958 Status: § 2a Stand der BDA-Liste: 2025-06-30 Name: Bildstock GstNr.: 150                                                               |
| ja   | Datei hochladen | Ortskapelle Maria Schnee HERIS-ID: 27024 Objekt-ID: 23536                       | Unterschoderlee 77a Standort KG: Unterschoderlee     | Die Ortskapelle Maria Schnee ist ein schlichter, flach gedeckter Bau des frühen 20. Jahrhunderts. Sie verfügt über einen runden Schluss und eine Giebelfront mit Glockenreiter. | BDA-Hist.: Q37906938 Status: § 2a Stand der BDA-Liste: 2025-06-30 Name: Ortskapelle Maria Schnee GstNr.: 138 Ortskapelle Unterschoderlee                    |
| ja   | Datei hochladen | Bildstock HERIS-ID: 85331 Objekt-ID: 99527 marterl.at: 4613                     | Standort KG: Unterschoderlee                         | Der Bildstock stammt aus der zweiten Hälfte des 15. Jahrhunderts (Spätmittelalter) und gehört damit zu den ältesten datierten Pfeilern des Weinviertels. Die Datierung wird erleichtert durch die für die Übergangszeit vom 15. ins 16. Jahrhundert typische Inschrift mit einer Kombination aus römischen und arabischen Zahlzeichen am oberen Teil des Pfeilers: MCCCC 90 (=1490). An der Rückseite ist die Jahreszahl 1834 eingraviert. Der Pfeiler steht auf einer Basis aus Naturstein und geht im Mittelteil von einem quadratischen zu einem achteckigen Querschnitt über, um oben wieder zum Quadrat zurückzukehren. Lange Jahre lag er umgefallen unter Gestrüpp an einer Straßenböschung, wurde im Mai 1991 wieder aufgerichtet und restauriert. Das Oberteil (Tabernakel, Platte und Kreuz) ist neuzeitlich. | BDA-Hist.: Q38185013 Status: § 2a Stand der BDA-Liste: 2025-06-30 Name: Bildstock GstNr.: 608                                                               |